# قلعه رحمت‌آباد (یزد)
قلعه رحمت آباد مربوط به دوره قاجار است و در ده کیلومتری شرق شهر یزد در شهر حمیدیا و محله رحمت آباد  واقع شده و این اثر در تاریخ ۸ مرداد ۱۳۸۱ با شمارهٔ ثبت ۵۹۳۴ به‌عنوان یکی از آثار ملی ایران به ثبت رسیده است.
محل زندگی دانش آموز مدرسه استعدادهای درخشان شهید دکتر رمضانخانی، ایلیا دشتی رحمت آبادی